# Celebichneumon rufinus
Celebichneumon rufinus là một loài tò vò trong họ Ichneumonidae.